# One Droopy Knight
One Droopy Knight ist ein US-amerikanischer Zeichentrick-Kurzfilm von Michael Lah aus dem Jahr 1957.

## Handlung
Eine Stadt im Mittelalter wird von einem gefährlichen Drachen bedroht, der in einer Höhle nahe der Burg haust. Der König bietet dem die Hand seiner Tochter an, der den Drachen besiegen kann. Es melden sich zwei Ritter: Sir Droopalot und Sir Butchalot. Beide wagen sich zur Höhle des Drachen vor, werden jedoch ein ums andere Mal vom Drachen wie Spielzeug behandelt und besiegt, zumal Droopalots Schwert an der Drachenschnauze wie Gummi gebogen wird und daher keine ernstzunehmende Waffe ist.
Während Butchalot irgendwann das Weite sucht, gibt Droopalot nicht auf, liebt er doch die Prinzessin sehr. Als sämtliche Versuche, den Drachen zu besiegen, fehlschlagen, hält Droopalot weinend das Porträt der Prinzessin im Arm. Der Drache erscheint, zeichnet der Prinzessin einen Bart auf und bekommt einen Lachanfall. Droopalot wird wütend und schlägt den Drachen k.o. Er erhält die Hand der Prinzessin, der er die Geschichte vom Sieg über den Drachen erzählt. Dieser wiederum wohnt nun als Zigarrenanzünder zahm im Schloss.

## Produktion
One Droopy Knight kam am 6. Dezember 1957 als Teil der MGM-Trickfilmreihe Droopy Dog in Cinemascope in die Kinos. Aus Droopy, gesprochen von Bill Thompson, und seinem Gegenspieler Butch werden hier Sir Droopalot und Sir Butchalot. Die Handlung lehnt sich an den 1949 erschienenen Kurztrickfilm Señor Droopy an.

## Auszeichnungen
One Droopy Knight wurde 1958 für einen Oscar in der Kategorie „Bester animierter Kurzfilm“ nominiert, konnte sich jedoch nicht gegen Birds Anonymous durchsetzen.